# Cairn

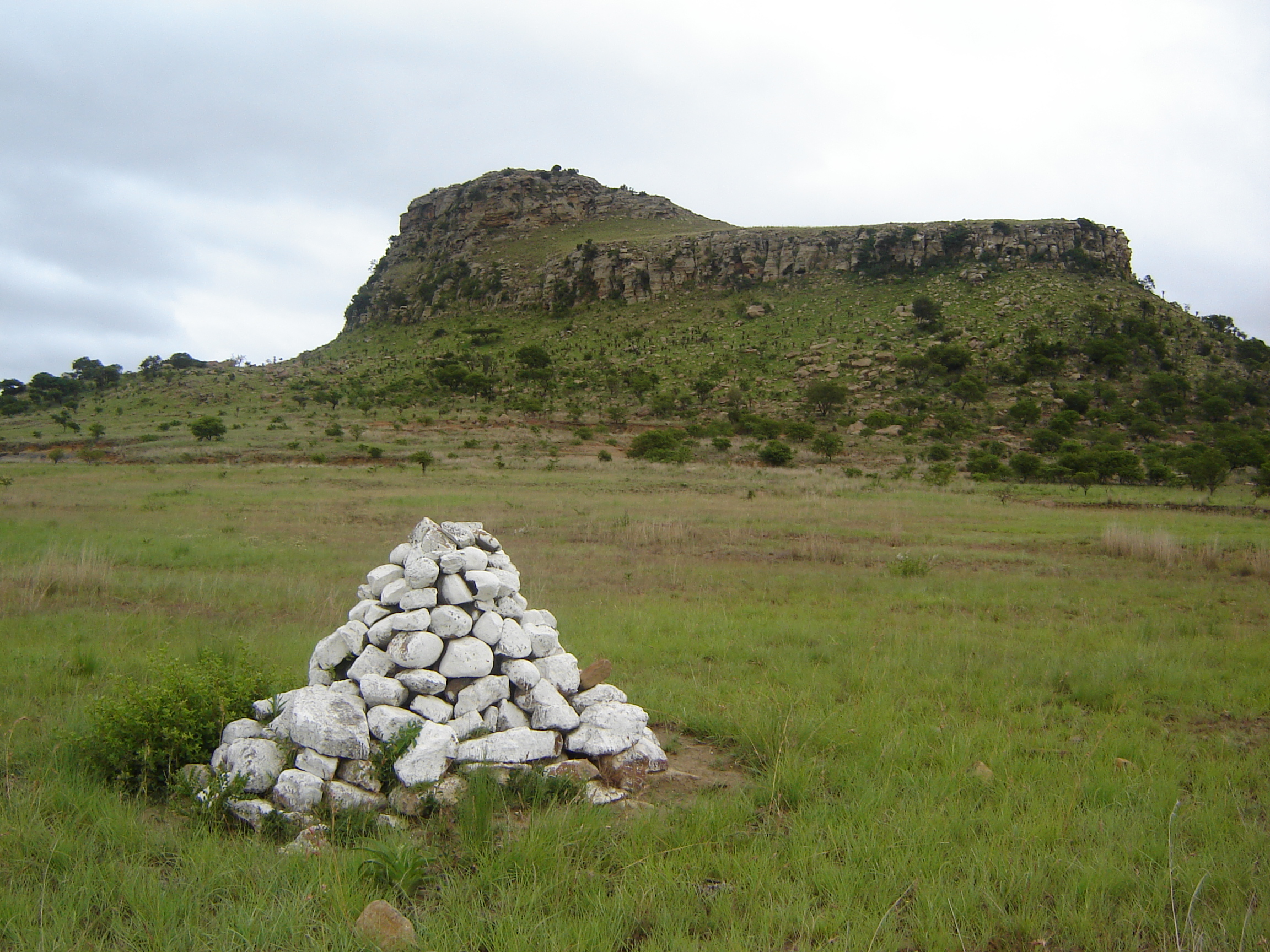
Un dels nombrosos cairns que assenyalen sepultures massives britàniques en el lloc de la Batalla d'Isandlwana.

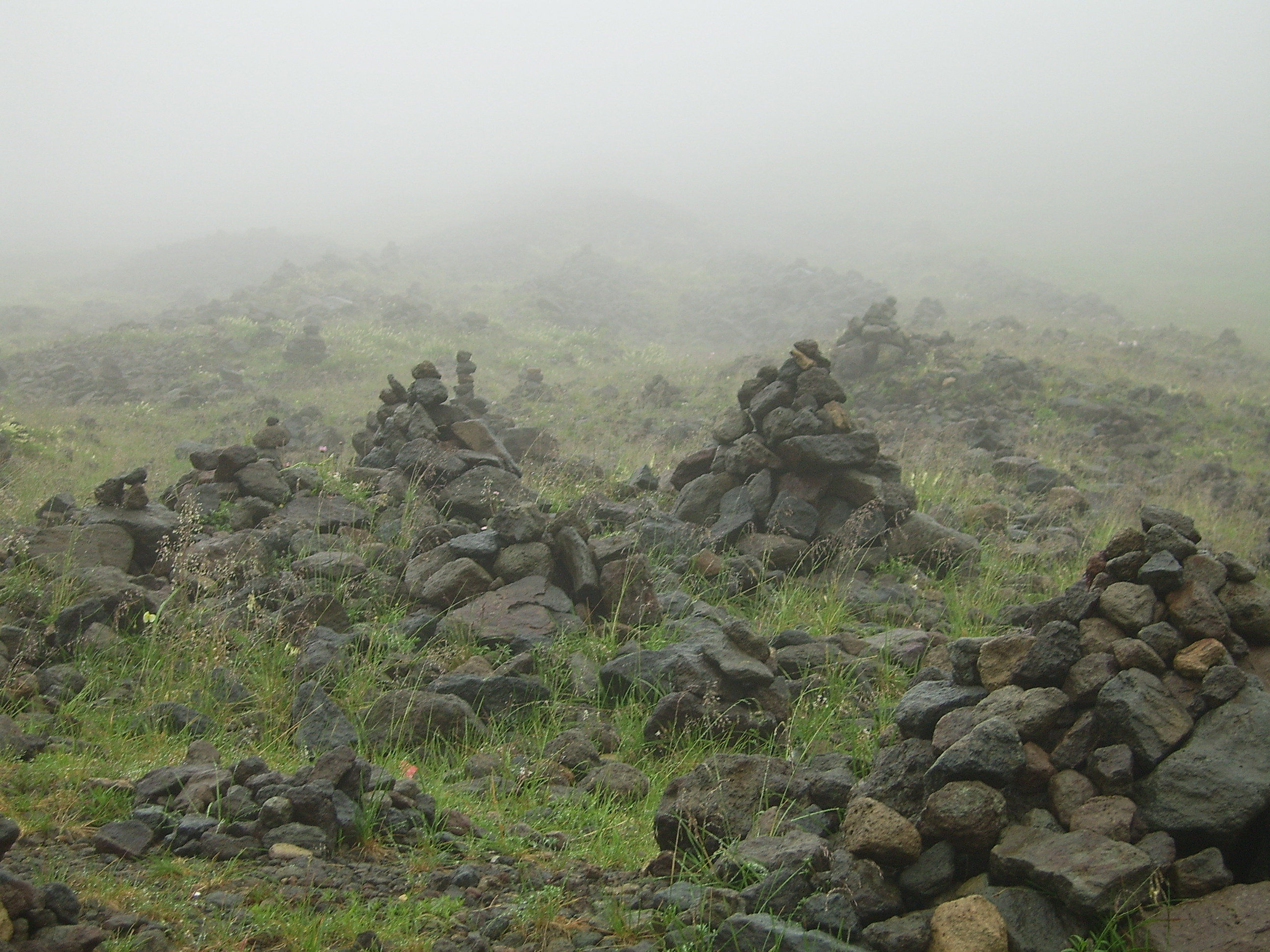
Cairns a Muntanya Paektu, situat a la frontera entre Xina i Corea del Nord.

Un cairn (carn en irlandès, carnedd en gal·lès, càrn en gaèlic escocès, karn en bretó) és un túmul, habitualment amb forma cònica. Es troba normalment en terres altes, en erms, en cims de muntanyes o prop de cursos d'aigua.
Varien de petites piles de pedres soltes fins a elaborades obres d'enginyeria.
En català, especialment quan la grandària no és molt gran, aquests monticles de pedres, piles de pedres o fites de pedres s'anomenen cossol o piló.
En els prats de muntanya d'Andorra, el cossol és una petita piràmide de pedres destinada a marcar un límit. Sempre està situada en un lloc visible, una cresta, un coll, una pastura d'estiu o un pla en un cim. El cossol no té la mateixa valor que la creu de terme, que és la marca indeleble del límit. Es pot completar el marcatge de la trenca entre les creus, com els segells, o bé delimita espais pastorals a l'interior d'una parròquia, per exemple, entre una pastura comuna i un quartó, entre un territori d'ús compartit (empriu) i un territori d'ús exclusiu. A la Catalunya del Nord, del Rosselló a la Cerdanya, el terme més utilitzat és el piló per a designar aquestes marques de límits construïdes amb pedres seques o, de vegades, amb calç i sorra. El cossol de vegades és modest, de 50 cm a un metre d'altura, uns altres són més alts i amples.

## Propòsit

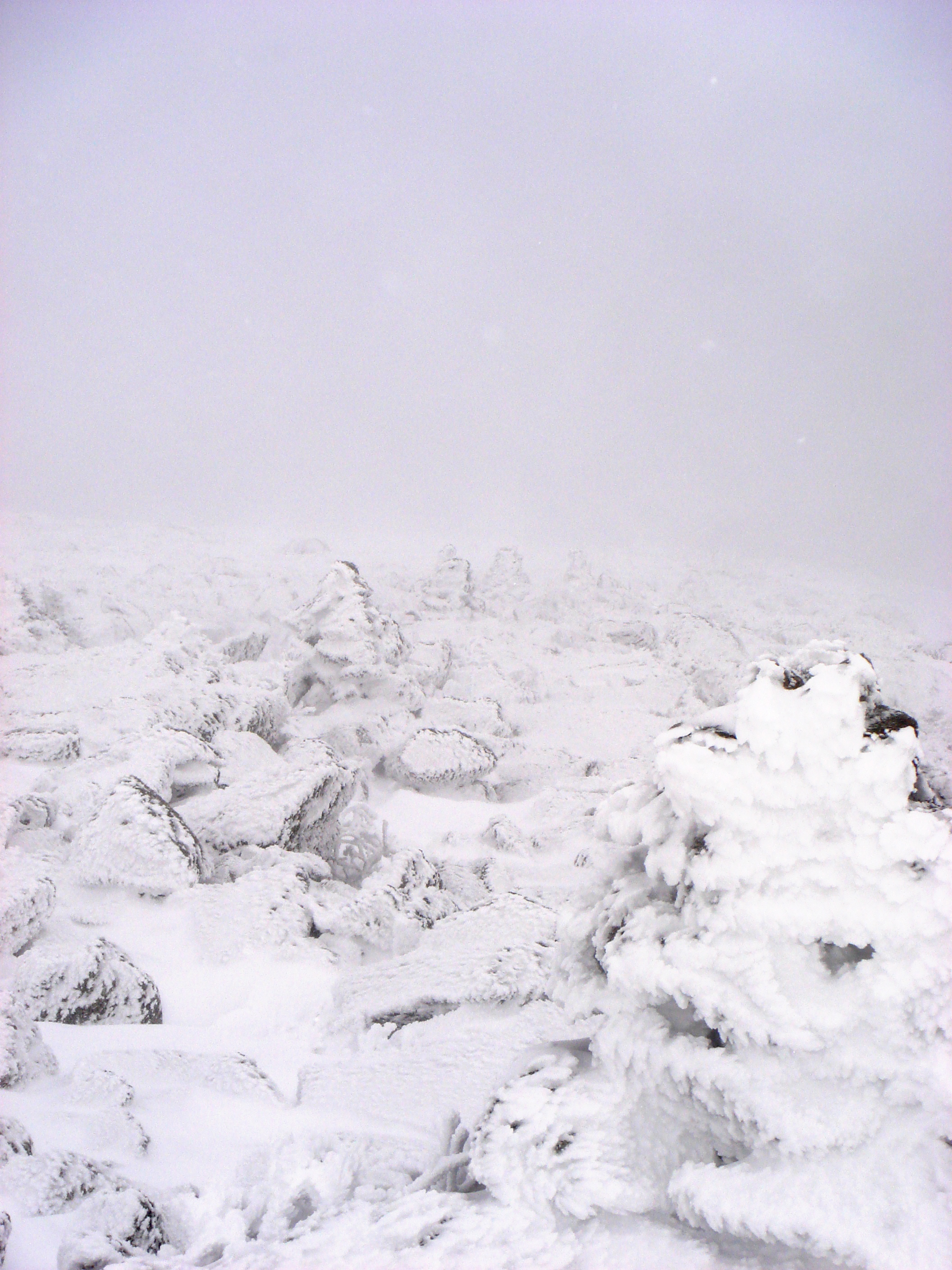
Línia de cairns usats per a marcar el camí entre els arbres a la Muntanya Washington.

En temps moderns els cairns s'han erigit com a punts de referència. A l'antiguitat van ser erigits com a monuments sepulcrals, o utilitzats per a usos pràctics i astronòmics.
Es construeixen o es van construir amb diferents propòsits:
- Com a marca d'un lloc d'enterrament, i així poder commemorar als morts;
- Com a marca del cim d'una muntanya;
- Situats a intervals regulars, indiquen un camí a través de terrenys pedregosos o estèrils o a través de les glaceres;
- Els inuit erigeixen cairns amb forma humana, o inunnguaq com a fites o marcadors de direcció a l'Àrtida canadenca;
- A Amèrica del Nord, poden marcar passos de búfals o "carrils per conduir-los"; * A Amèrica del Nord, els cairns podien ser utilitzats per a l'astronomia;
- Entre els nòrdics de Groenlàndia, els cairns van ser utilitzats per a la caça de rens aplicació directa cap als penya-segats;[1]
- A les Províncies marítimes del Canadà els cairns es van utilitzar com a suports per pires a manera de fars per guiar els vaixells, com en la novel·la Lligant caps;
- A Amèrica del Nord, els cairns són sovint petroformes amb forma de tortugues i altres animals;
- Al Regne Unit, solen ser grans estructures de l'Edat del Bronze que contenen amb freqüència enterraments en cista;
- Als parcs que mostren fantàstiques formacions rocoses, com el Gran Canó, els turistes sovint construeixen cairns simples en reverència als de major grandària;
- Amb un propòsit estètic, sense més, per exemple en l'art d'Andy Goldsworthy;
- Poden ser utilitzats per commemorar esdeveniments, des d'un lloc d'una batalla, al lloc on un cotxe va bolcar o qualsevol altra cosa o acte;
- Alguns són simplement llocs on els agricultors han recollit pedres retirades d'un camp de cultiu;
- Al llarg de les senderes els excursionistes mantenen cairns, sovint, afegint-hi una pedra en passar;
- En alguns llocs, se celebren jocs periòdicament per a esbrinar qui pot construir el cairn més bonic.

## Història

### Illes britàniques

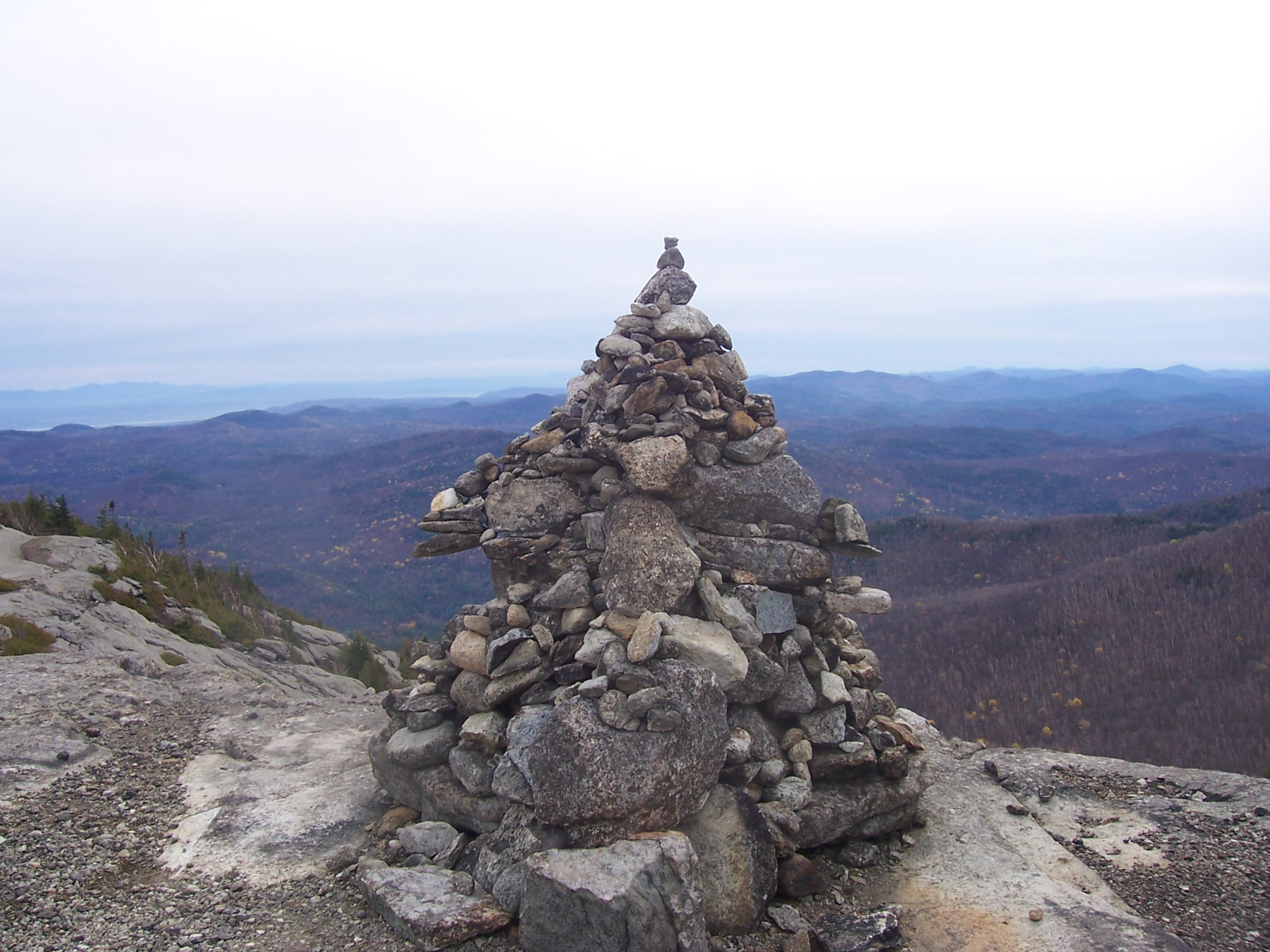
Cairn que marca el cim de Muntanya Calvari, Adirondacks.

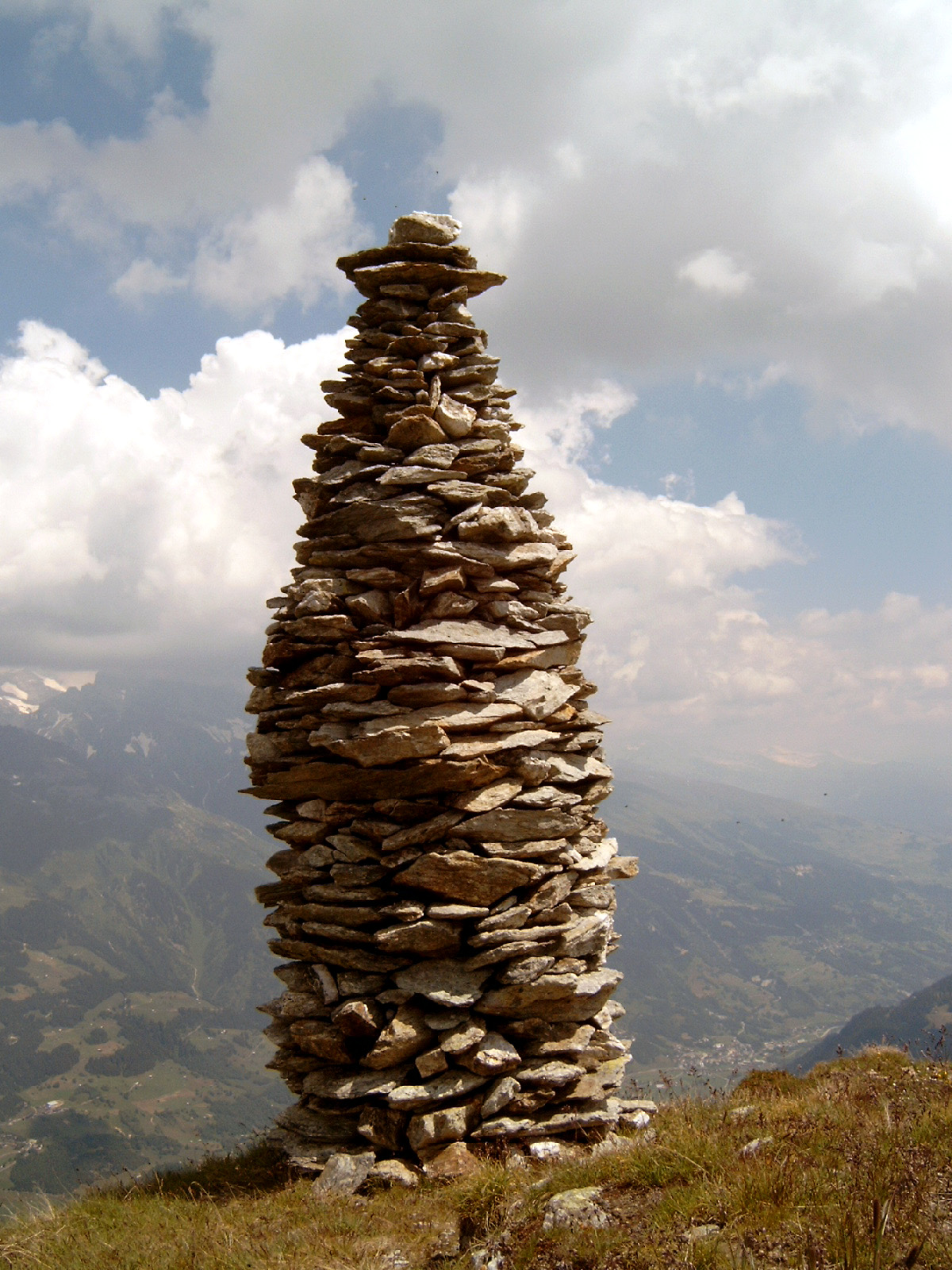
Una pila de pedres, cairn, per a marcar el cim d'una muntanya.

La paraula cairn deriva del gaèlic escocès (i de l'irlandès) càrn, que té un significat molt més ampli, i pot referir-se a diversos tipus de pujols i muntanyes de pedra natural. El terme sol utilitzar-se amb més sovint a Escòcia, però també s'utilitza en altres llocs.
Es poden trobar cairns a tot el món en regions muntanyenques o d'alta muntanya, i també en deserts estèrils i àrees de tundra, així com a les costes.
A Escòcia, és tradicional portar una pedra des del peu del pujol per col·locar-la en un munt de pedres, cairn, al cim. D'aquesta forma, els cairns es fan cada vegada més grans. Una vella benedicció gaèlica escocesa diu Cuiridh la meva clach air do chàrn, és a dir, 'vaig a posar una pedra en la teva cairn'. A les illes Fèroe (que es veuen afectades per freqüents boires i fortes pluges, i té alguns dels més alts penya-segats al món) els cairns són una ajuda a la navegació sobre el terreny agrest i muntanyenc.
A l'Àfrica del Nord, de vegades són anomenats kerkour. Els cairns també són comuns a l'illa mediterrània de Còrsega.
Avui dia, els cairns s'utilitzen sovint per marcar rutes de senderisme o rutes transnacionals a les regions muntanyenques per sobre de la línia arborada. La majoria són petits, trenta centímetres o menys d'alt, però uns pocs es construeixen més alts amb la finalitat de sobresortir per sobre de la capa de neu. Un gran cairn es va construir sobre un pujol al costat de la carretera I-476 a Radnor, Pennsilvània, per simbolitzar els orígens gal·lesos dels habitants de la zona i embellir el paisatge des d'aquesta carretera.

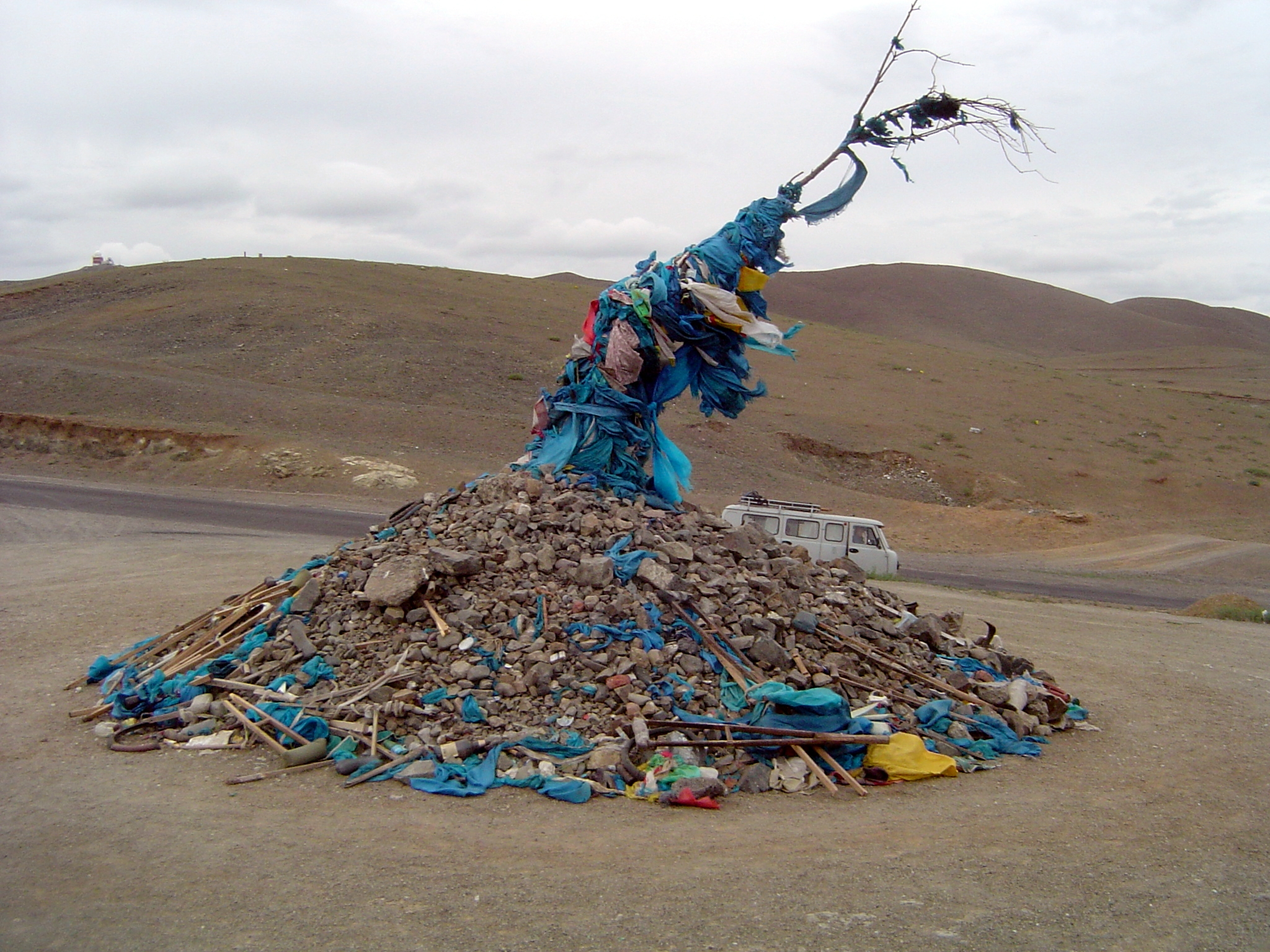
Cairn cerimonial de Mongòlia (ovoo).

És tradicional que cada persona que passa per un cairn agregui una pedra, com un petit acte de contribució per al manteniment per contrarestar els efectes destructius del clima hivernal sever. Sovint, el costum és afegir només en la part superior, i utilitzar una pedra més petita que la pedra anterior, resultant una pila precària de petites pedres.

### Àsia
A partir de l'edat del bronze, cistes van ser enterrades a vegades en cairns, que se situaven de forma fàcilment visible, sovint en la línia de l'horitzó per sobre del poble dels difunts. Les pedres poden haver estat pensat per dissuadir als lladres de tombes i carronyers. Una explicació més sinistra és que es posessin a fi d'evitar que els morts s'aixequessin. cal assenyalar que existeix una tradició jueva de col·locar petites pedres sobre la tomba d'una persona cada vegada que es visita, com un senyal de respecte (les flors no se solen posar-se en les tombes en la tradició jueva ortodoxa). Les estupes a l'Índia i Tibet probablement van començar d'una manera similar, encara que ara en general contenen les cendres d'una sant budista o lama.

### Escandinàvia

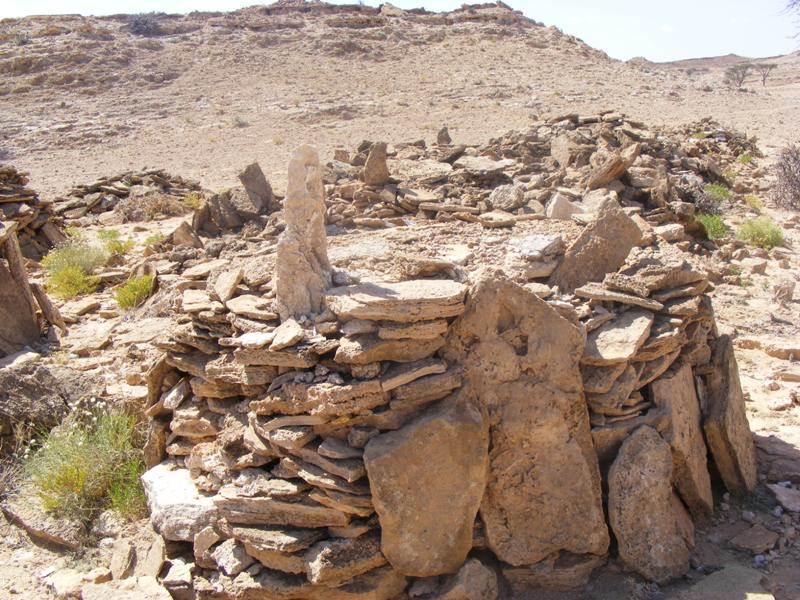
Un cairn que marca el lloc d'una tomba desconeguda a la ciutat històrica de Qa’ableh, Sanaag, Somàlia.

A Escandinàvia, els cairns segueixen sent utilitzats com a marques de navegació en el mar. Estan indicades en les cartes de navegació i es manté com a part del sistema de senyalització. Per augmentar la visibilitat en general són pintats en blanc.
A Islàndia els cairns s'utilitzaven sovint com a senyals al llarg de la miríada de camins o sendes que s'entrecreuaven a l'illa. Molts d'aquests antics cairns segueixen en peus, encara que els camins hagin desaparegut.

### Banya d'Àfrica
Qa'ableh és el lloc de ruïnes antigues a la regió Sanaag del nord de Somàlia, que contenen molts elements arqueològics que encara no s'han explorat a fons.
L'àrea es creu que alberga les tombes dels antics reis dels períodes inicials de la història somali, com ho demostra les moltes estructures sepulcrals d'estrany aspecte i cairns que es troben en aquest jaciment.
Qa'ableh està situat prop de les ruïnes històriques de Haylaan, que és un altre lloc històric inexplorat a Sanaag. El lloc és l'assentament de la tomba de Harti, el pare fundador de la confederació Harti dels sub-clans Darod somalis.

## Altres noms i tradicions

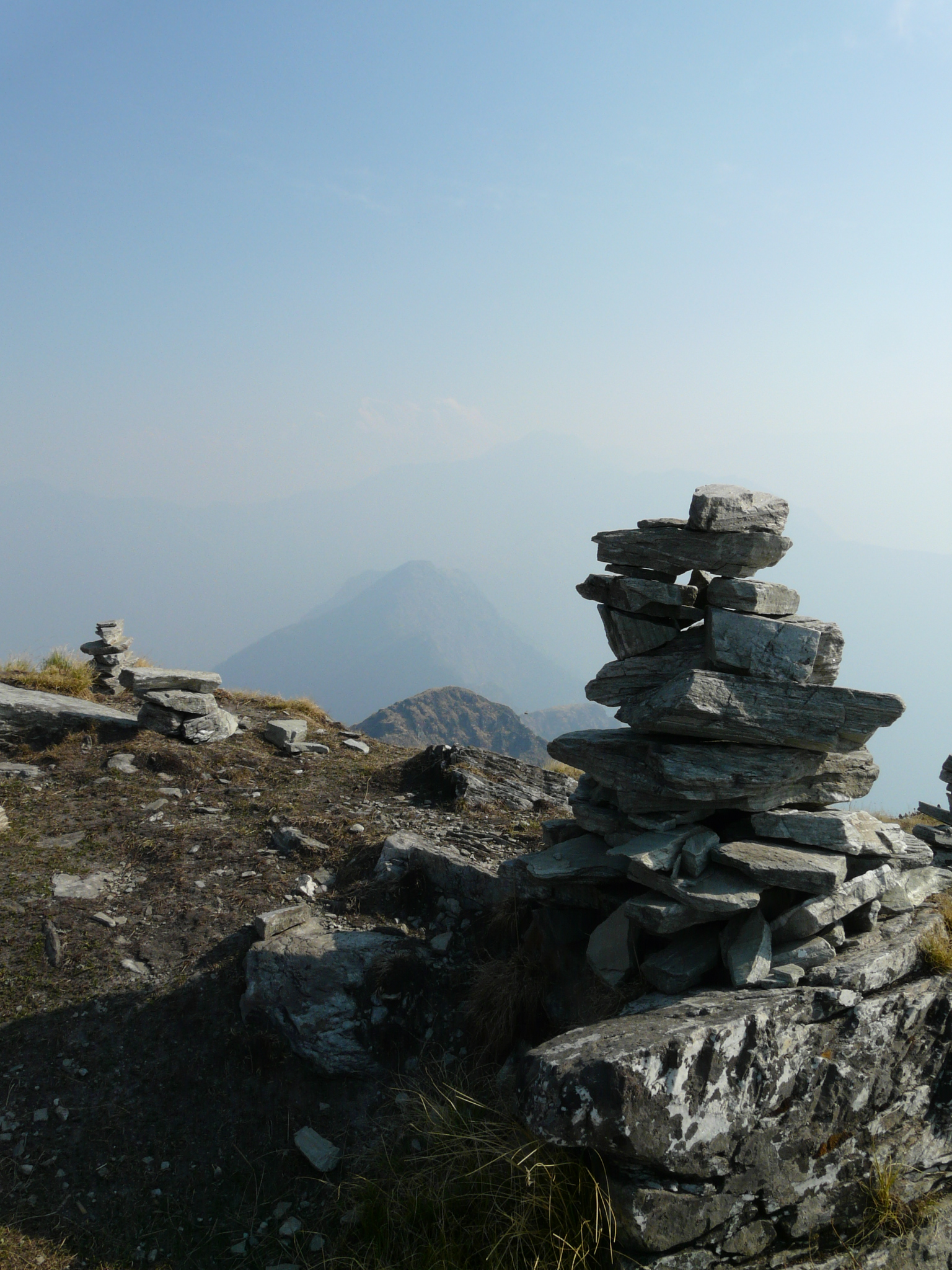
Cairn en el cim Chandrashila, sobre Tungnath, Índia.

En algunes regions, les piles de roques utilitzades per marcar rutes de senderisme són anomenades "ànecs" o "aneguets" (ducks o duckies en anglès). Aquestes són típicament petits cairns, anomenats així perquè tenen un "bec" que assenyala en a direcció de la ruta. L'expressió "dues roques no fan un ànec" recorda als excursionistes que una roca que descansa sobre una altra, sense més roques, pot ser el resultat d'un accident o de la naturalesa en comptes d'una marca intencional del camí.
Els cairns s'utilitzen en tota Amèrica Llatina per marcar senderes, així com llocs de culte, i es coneixen com a "apachetas", originalment, altars erigits en honor de la Pacha mama.

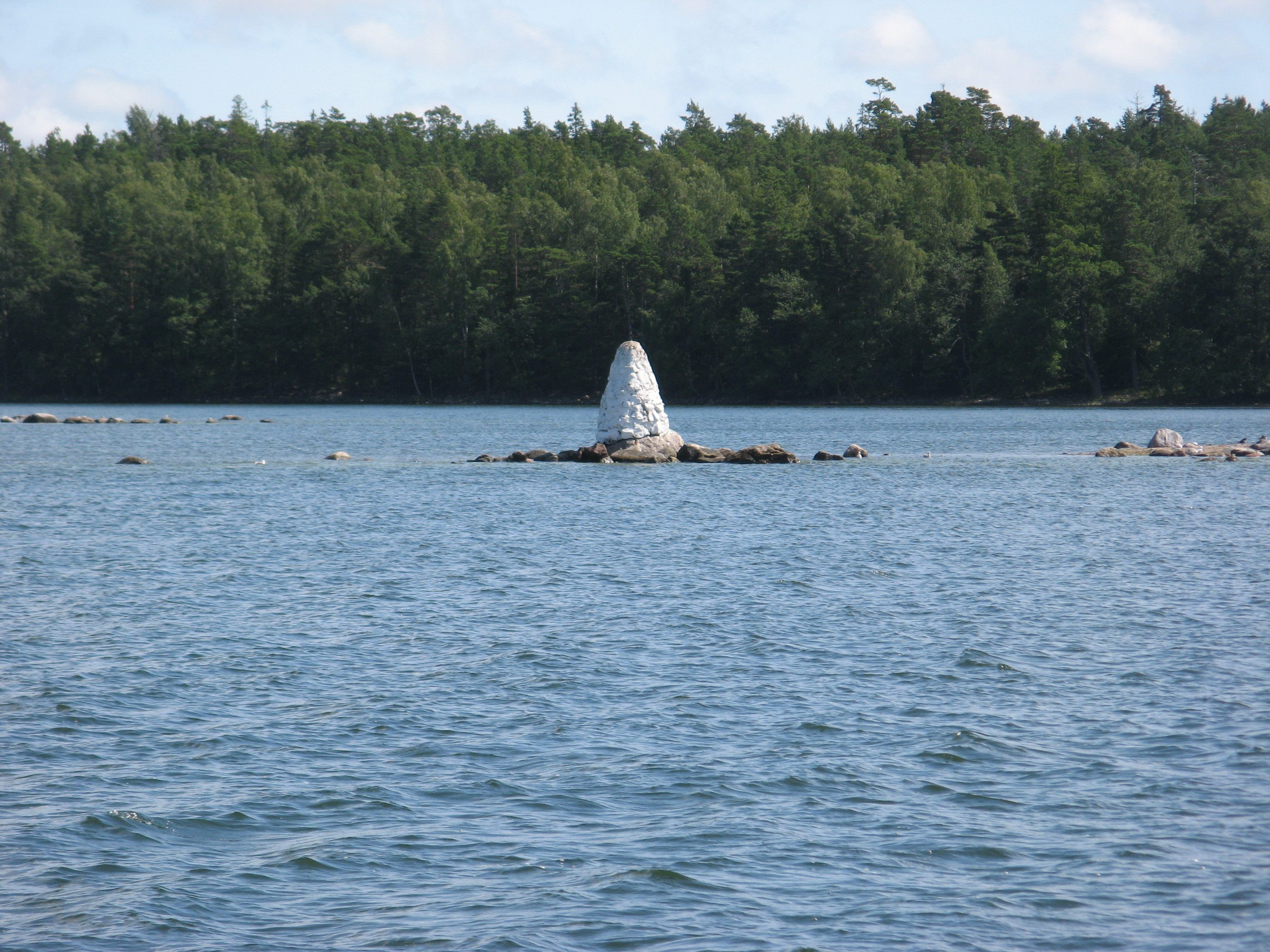
Cairn marítim a l'arxipèlag finlandès.

El nom finès per un cairn utilitzat com a senyal marítim kummeli, que es deriva de la paraula sueca kummel. En anglès, les estructures en i per sota de l'aigua no es diuen "cairns". No obstant això reben el nom, per exemple, en les cartes de navegació finlandeses.
Una estructura tradicional del tipus pila de pedres similar a un cairn és anomenat ovoo a Mongòlia. Serveix principalment a finalitats religioses, i es construeix tant en cerimònies Tengrianistes com a Budistes.
A les zones de l'antiga Dalmàcia, com Hercegovina i Krajina, se'ls coneix per la paraula sèrbia gromila.
A Hawaii són anomenats per la paraula hawaiana ahu; exemples d'aquests es pot veure en els camps de lava del Parc Nacional dels volcans per marcar diverses excursions.

### Cairnscom a gent

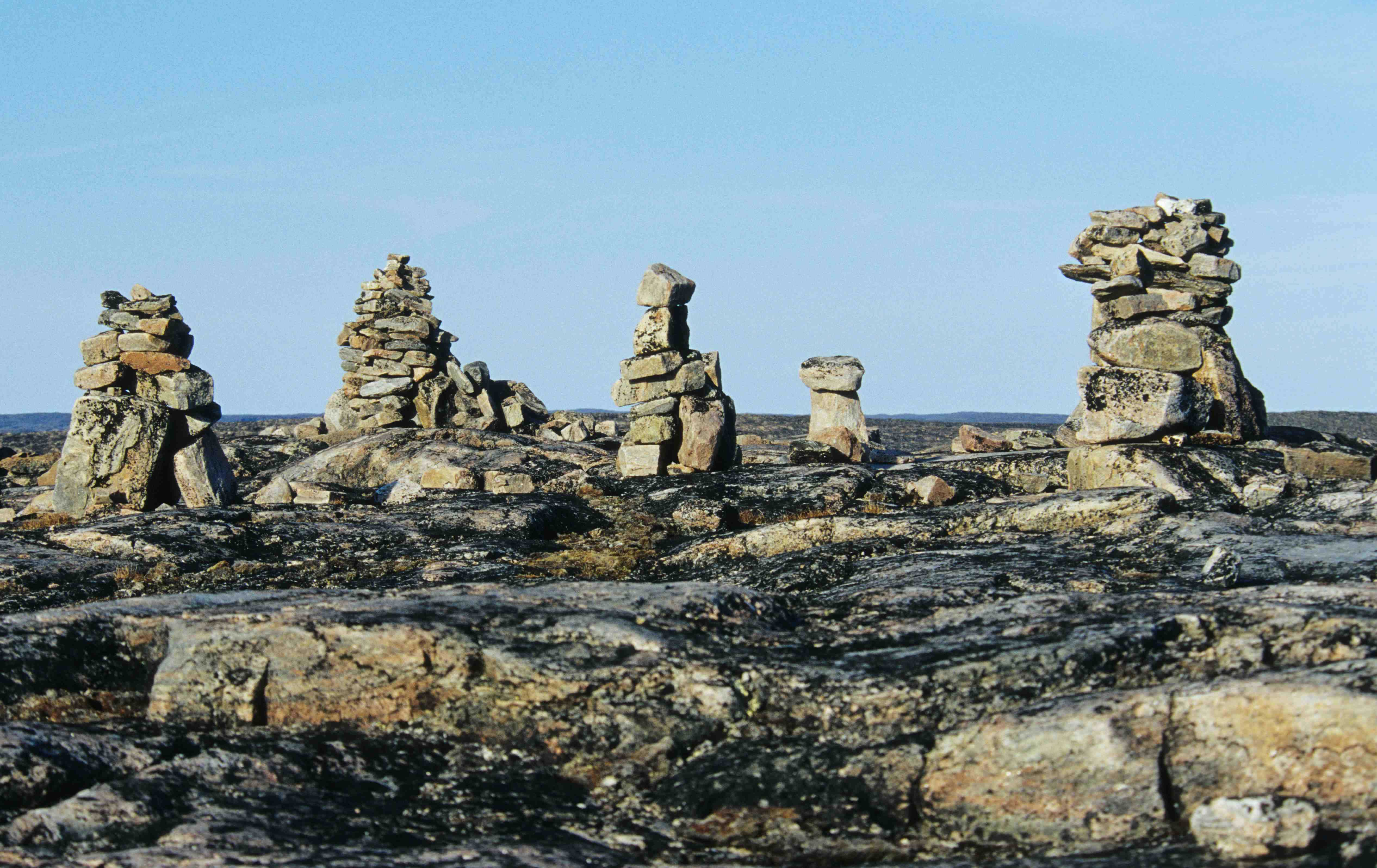
Inuksuit al Inuksuk Point (illa de Baffin), Canadà.

La pràctica és comuna a Anglaterra, els cairns s'anomenen de vegades per les seves qualitats antropomòrfiques. En alemany i neerlandès, un cairn es coneix com a steinmann i stenenman respectivament, la qual cosa significa literalment "home de pedra". Una forma del inukshuk inuit també té el propòsit de representar a una figura humana, i es diu inunguak ("imitació d'una persona"). A Itàlia, especialment als Alps italians, un cairn és una ometto, o "homenet".
A Portugal, els cairn reben el nom de moledro i cada pedra del moledro és un soldat. La llegenda diu que si una pedra es pren de la pila, el proper matí tornarà per si sola a la pila. Si es pren una pedra de la pila en secret i es posa sota el coixí, l'endemà al matí un soldat apareixerà per un breu instant, i després es convertirà de nou en la pedra i tornarà a la pila. Les pedres de la moledro són considerats per tant com a soldats encantats.

### Cairnsa la llegenda
A la mitologia de l'antiga Grècia, els cairns es van associar amb Hermes, el déu dels viatges per terra. Segons una llegenda, Hermes va ser portat a judici per Hera per l'assassinat del seu criat favorit, el monstre Argos Panoptes. Tots els altres déus van actuar com a jurat, i com a forma de declarar el seu veredicte se'ls van donar còdols, i els van indicar que els tiressin a la persona que consideraven es trobava en la veritat, Hermes o Hera. Hermes va argumentar amb tanta habilitat que va acabar sepultat sota un munt de còdols, i aquest va ser el primer cairn.